# تفجير أفجوي 2020
أدَّى تفجيرٌ انتحاري عبر سيارة مُفخَّخة في الثامن عشر من كانون الثاني/يناير 2020 إلى مقتلِ أربعة أشخاصٍ وجُرحِ ما لا يقل عن 20 آخرين في مدينة أفجوي التي تقعُ على بُعد 30 كيلومتر (19 ميل) من العاصمة الصومالية مقديشو. معظم الضحايا هم من ضُباط الشرطة الصوماليين الذين كانوا يحمونَ المقاولين الأتراك الذين يبنون طريقًا في المنطقة. أعلنت حركة الشباب المتطرفة المرتبطة بتنظيم القاعدة مسؤوليتها عن الهجوم.

## خلفية
بدأت حركة الشباب كجناحٍ مسلحٍ لاتحادِ المحاكم الإسلامية؛ ثم انشقَّت فيما بعدُ إلى عدة فصائل أصغر وذلك بعد هزيمتها في عام 2006 من قِبل الحكومة الفيدرالية الانتقالية في الصومال والحلفاء العسكريين التابعين للحكومة الإثيوبية. أصبحت حركة الشباب عنيفة مع مرور السنوات؛ فبدأت في تنفيذِ هجمات كبيرةٍ في الصومال وخاصة في مقديشو وما حولها. تعملُ حركة الشباب على مهاجمة الدول الأفريقية الأخرى التي تدعم الصومال وخاصة دولة كينيا التي تقعُ في الجوار؛ كما تُحاول الحركة جاهدةً تقويض الحكومة المركزية في الصومال والتي تدعمها قوات حفظ السلام التابعة للأمم المتحدة والاتحاد الأفريقي (أميسوم). شنَّت الحركة في الرابع عشر من تشرين الأول/أكتوبر 2017 أحد أكبر هجماتها وهو الهجوم الذي أسفرَ عن مقتل أكثر من 500 شخص في العاصمة الصوماليّة مقديشو.

### المساعدات الأجنبية
تُعدُّ تركيا جهة مانحة كبيرة للمساعداتِ الإنسانية وممولة رئيسيّة لإعادةِ الإعمار في الصومال. احتفظت تركيا بسفارةٍ لها في مقديشو عاصمة الصومال حتى اندلاع الحرب الأهلية عام 1991. خلال فترة القحطِ والجفاف التي ضربت شرق أفريقيا عام 2011؛ ساهمت تركيا بأكثر من 201 مليون دولار في جهود الإغاثة الإنسانية في المناطق المُتضرّرة من الصومال، كما ساعدت أنقرة في بناءِ العديد من المستشفيات وساعدت في تجديد وتأهيل مطار آدم عبد الله الدولي ومبنى الجمعية الوطنية فضلًا عن عددٍ من المبادرات الأخرى.

## الهجوم
قام مسلَّحُو حركة الشباب بتفجيرِ سيارةٍ مفخخةٍ بالقربِ من مدينة أفجوي الواقعة في منطقة شبيلي السفلى على بُعد 30 كيلومتر (19 ميل) من مقديشو، وقال قائد الشرطة الصومالية إن الهدف المقصود هو عمال البناء الأتراك.
انطلقَ الانتحاري إلى مكانٍ كان يتناول فيه المهندسون والشرطة الغداء؛ ووصف شهود محليون ما حصلَ بـ «الانفجارًا الهائل» الذي نجمَ عنه «دخان كثيف». كان معظمُ الضحايا من ضباط الشرطة الذين كانوا يسهرون على حماية وتوفير الأمن للأتراك في المنطقة. بعد الهجوم بوقتٍ قصيرٍ؛ أصدرت حركة الشباب بيانًا قالت فيه: «نحنُ نقف وراء العمليّة الاستشهاديّة بسيارة مفخخة في أفجوي.»

## ردود الفعل
نشرت وزارة الدفاع التركيّة تغريدةً على حسابها الرسمي في موقع تويتر: «نُدين بأقوى العبارات الهجوم الإرهابي الذي استهدفَ المدنيين الأبرياء في الصومال.»